# Casper (film)
Casper is een Amerikaanse film uit 1995, gebaseerd op het personage Casper het vriendelijke spookje. De film werd geregisseerd door Brad Silberling, maar Eric Armstrong nam de regie voor de computeranimatie voor zijn rekening. De hoofdrollen worden vertolkt door Bill Pullman, Christina Ricci en Cathy Moriarty.

## Verhaal
De film begint met Carrigan Crittenden, een egoïstische en wrede dame. Haar vader is net overleden en van zijn advocaat hoort ze dat ze van hem enkel Whipstaff Manor, een oud landhuis heeft geërfd. Dibbs, haar eigen advocaat, ontdekt echter dat haar vader in zijn testament tevens aanwijzingen heeft laten vastleggen over een schat die verborgen zou zijn in het huis.
Carrigan en Dibbs gaan direct naar het huis, maar krijgen de schrik van hun leven wanneer het blijkt bewoond te worden door spoken: Casper, samen met zijn ooms Stretch, Stinky en Fatso. De twee huren achtereenvolgens priester Guido Sarducci en de ghostbuster Raymond Stantz in om de spoken te verjagen, maar zonder succes.
Casper, de enige van de vier spoken die juist vriendelijk probeert te zijn, ziet op tv een reportage over therapeut Dr. James Harvey, die zich heeft gespecialiseerd in het helpen van geesten. Hij hoopt op deze manier in contact te kunnen komen met zijn overleden vrouw. Casper ziet op tv tevens Harveys dochter, Kat, en wordt meteen verliefd op haar. Dankzij Casper ziet ook Carrigan de reportage en ze huurt Harvey in om met de spoken af te rekenen. Dr. Harvey en Kat nemen hun intrek in Whipstaff Manor. Kat ontmoet al snel Casper. Ondanks haar aanvankelijke angst voor hem, worden de twee uiteindelijk vrienden. Ze wil meer weten over Caspers leven voordat hij een spook werd, maar Casper weet hier niets meer van.
Ondertussen probeert Dr. Harvey hetzelfde met de andere drie spoken zodat hij hen mogelijk kan helpen naar het hiernamaals te gaan. Mensen blijven immers alleen op aarde als spook indien ze nog onafgemaakte zaken hebben. De drie hebben totaal geen interesse in wat Harvey hun biedt, en halen voortdurend practical jokes met hem uit. Pas later krijgen ze meer respect voor hem.
Kat vindt op de zolder oud speelgoed van Casper van toen hij nog leefde. Bij het zien van deze spullen keren Caspers herinneringen terug. Hij neemt Kat mee naar een oud laboratorium onder het huis, waar zijn vader vroeger zijn uitvindingen deed. Volgens Casper probeerde zijn vader na Caspers dood een manier te vinden om zijn zoon weer tot leven te brengen. Hij slaagde hier uiteindelijk in door een machine te bouwen, genaamd de Lazarus. Casper ontdekt de machine maar deze blijkt slechts eenmaal te kunnen worden gebruikt. Carrigan en Dibbs vangen het gesprek tussen Casper en Kat op en komen met een plan om de schat te vinden: een van hen moet sterven zodat hij als spook het huis kan doorzoeken, en nadien de machine gebruiken om weer tot leven te komen. Omdat ze geen van beiden zin hebben om te sterven, proberen ze elkaar om het leven te brengen. Uiteindelijk sterft Carrigan wanneer ze in een ravijn valt. Ze wordt inderdaad een spook, gaat terug naar het huis, en vindt de schat. Ze vergeet alleen dat het vinden van de schat de enige reden voor haar was om op aarde te blijven. Nu ze hem heeft gevonden, heeft ze geen onafgemaakte zaken meer. Voordat ze de kans krijgt de machine te gebruiken, vertrekt haar geest naar het hiernamaals.
Net wanneer Casper de machine wil gebruiken, komen zijn ooms en Dr. Harvey binnen. Harvey is nu echter ook een spook daar hij tijdens een avondje uit in de kroeg met de drie spoken om het leven is gekomen (hij is in dronken toestand in een open put gevallen). Beseffend dat Kat haar vader levend nodig heeft, staat Casper de machine af aan Dr. Harvey, die zichzelf er weer mee tot leven brengt.
Die avond geeft Kat een halloweenfeest in het huis. Ondertussen wordt Dr. Harvey opgezocht door de geest van zijn vrouw. Ze vertelt hem dat zij niet op aarde is gebleven omdat ze geen onafgemaakte zaken had en dringt er bij hem op aan zijn zoektocht naar haar te staken. Daarna bezoekt ze Casper en beloont hem voor wat hij heeft gedaan: voor eenmaal wordt hij voor die avond weer tot leven gebracht. Casper brengt de rest van de avond door op het feest met Kat totdat zijn tijd om is en hij weer een spook wordt.

## Rolverdeling
| Acteur            | Personage             | Opmerkingen |
| ----------------- | --------------------- | ----------- |
| Malachi Pearson   | Casper                | stem        |
| Cathy Moriarty    | Carrigan Crittenden   |             |
| Eric Idle         | Paul 'Dibbs' Plutzker |             |
| Bill Pullman      | Dr. James Harvey      |             |
| Christina Ricci   | Kathleen 'Kat' Harvey |             |
| Joe Nipote        | Stretch               | stem        |
| Joe Alaskey       | Stinky                | stem        |
| Brad Garrett      | Fatso                 | stem        |
| Ben Stein         | Mr. Rugg              |             |
| Chauncey Leopardi | Nicky                 |             |
| Spencer Vrooman   | Andreas               |             |
| Don Novello       | Father Guido Sarducci |             |
| Fred Rogers       | Mr. Rogers            |             |

## Achtergrond

### Notities
- De film zou aanvankelijk een scène bevatten met Zelda Rubinstein in haar rol uit Poltergeist (1982). Deze werd uiteindelijk geschrapt.
- Dit was de eerste film met een computergetekend personage in de titelrol.
- De achternaam "Harvey" van de personages van Christina Ricci en Bill Pullman, is duidelijk een referentie naar Harvey Comics, de uitgever van de Casper-strips.
- Er stond een scène gepland waarin de drie spoken via een muzikaal nummer hun problemen uitleggen aan Dr. Harvey. Deze moest worden geschrapt omdat de visuele effecten voor de scène enkele miljoenen dollars zouden gekost hebben.
- Caspers ooms hadden in de strips, gepubliceerd voor uitkomst van deze film geen vaste namen of persoonlijkheden, met uitzondering van Fatso. Deze film heeft sterk bijgedragen aan hoe het trio in latere Casper-media eruitziet.

### Reacties
De film werd over het algemeen positief ontvangen door critici. Vooral de computereffecten, die destijds revolutionair waren, werden geprezen, evenals hoe Bill Pullman en Christina Ricci hun rollen speelden gedurende de scènes dat hun personages samen met de spoken te zien waren.
Cathy Moriarty's optreden werd echter zwaar bekritiseerd. Ook vonden critici dat Eric Idles' personage te weinig schermtijd kreeg.
De film was financieel gezien een groot succes. In totaal bracht de film wereldwijd $287.928.194 op.

### Filmmuziek
1. "No Sign of Ghosts"
2. Carrigan & Dibs
3. Strangers in the House
4. First Haunting/The Swordfight
5. March of the Exorcists
6. Lighthouse—Casper & Kat
7. Casper Makes Breakfast
8. Fond Memories
9. "Dying" to Be a Ghost
10. Casper's Lullaby - Jordan Hill
11. Descent to Lazarus - Little Richard
12. One Last Wish
13. "Remember Me This Way"
14. "Casper the Friendly Ghost"
15. Uncles Swing/End Credits

## Prijzen en nominaties
| jaar | prijs              | categorie                                          | genomineerde(n) | uitslag     |
| ---- | ------------------ | -------------------------------------------------- | --------------- | ----------- |
| 1995 | Golden Screen      | -                                                  | -               | gewonnen    |
| 1996 | ASCAP Award        | Top Box Office Films                               | James Horner    | gewonnen    |
| 1996 | Saturn Award       | Best Performance by a Younger Actor                | Christina Ricci | gewonnen    |
| 1996 | Saturn Award       | Beste fantasyfilm                                  | -               | genomineerd |
| 1996 | Blimp Award        | favoriete film                                     | -               | genomineerd |
| 1996 | Young Artist Award | Best Performance by a Young Actor - Voiceover Role | Malachi Pearson | gewonnen    |
| 1996 | Young Artist Award | Best Family Feature - Musical or Comedy            | -               | genomineerd |
| 1996 | Young Artist Award | Best Young Leading Actress - Feature Film          | Christina Ricci | genomineerd |